# OBS경인TV의 뉴스 프로그램
OBS경인TV의 뉴스 프로그램은 다음과 같다.

## 뉴스 멘트
- OBS 뉴스 ○○○ 입니다.

## 방송 프로그램

### OBS TV
| 프로그램명                  | 방송 분량           | 방송 시간                                                   | 앵커                                | 수어 통역 |
| --------------------------- | ------------------- | ----------------------------------------------------------- | ----------------------------------- | --------- |
| OBS 뉴스 오늘               | 평일 1시간          | 평일 오후 3시 30분 ~ 4시 30분                               | 유영선                              | 무지원    |
| OBS 뉴스 경인 530           | 평일 20분 주말 10분 | 평일 오후 5시 30분 ~ 5시 50분 주말 오후 5시 30분 ~ 5시 40분 | 평일 : 김준우 주말 : 이상희         | 지원      |
| OBS 뉴스 730                | 평일 40분 주말 25분 | 평일 저녁 7시 30분 ~ 8시 10분 주말 저녁 7시 30분 ~ 7시 55분 | 평일 : 김준호, 유진영 주말 : 이상희 | 지원      |
| 오늘의 월드뉴스             | 매일 30분           | 평일 밤 8시 30분 ~ 9시                                      | 메인 : 정다영 서브 : 전하린, 권하경 | 지원      |
| OBS 뉴스 10 인천경기        | 평일 30분           | 평일 밤 10시 ~ 10시 30분                                    | 정다영                              | 무지원    |
| OBS 뉴스 330                | 주말 10분           | 주말 오후 3시 30분 ~ 3시 40분                               | 이상희                              | 무지원    |
| 뉴스로 세계일주 위클리 월드 | 토요일 1시간        | 토요일 저녁 7시 55분 ~ 8시 55분                             | 김준우                              | 지원      |
| OBS 뉴스특보                | 특집편성            | 특집뉴스편성                                                | 무작위                              | 무지원    |

| 프로그램명                       | 방송 분량 | 방송 시간                 | 앵커   |
| -------------------------------- | --------- | ------------------------- | ------ |
| OBS 뉴스 (1000)                  | 평일 4분  | 평일 오전 10시 ~ 10시 4분 | 최지해 |
| OBS 뉴스 (1200)                  | 평일 4분  | 평일 낮 12시 ~ 12시 4분   | 홍원기 |
| OBS 뉴스 (1400)                  | 평일 4분  | 평일 오후 2시 ~ 2시 4분   | 김지유 |
| OBS 뉴스 (1600)                  | 평일 4분  | 평일 오후 4시 ~ 4시 4분   | 최지해 |
| OBS 뉴스 10 인천경기 (TV 수중계) | 평일 30분 | 평일 밤 10시 ~ 10시 30분  | 정다영 |
| OBS 뉴스 730 (TV 수중계)         | 주말 30분 | 주말 저녁 7시 30분 ~ 8시  | 이상희 |

## 관련 보기
지상파
- 한국방송공사의 뉴스 프로그램
- 문화방송의 뉴스 프로그램
- SBS의 뉴스 프로그램
- 한국교육방송공사의 뉴스 프로그램

종합편성채널
- JTBC의 뉴스 프로그램
- 매일방송의 뉴스 프로그램
- 채널A의 뉴스 프로그램
- TV조선의 뉴스 프로그램